# Naoki Sakai
Naoki Sakai (* 2. srpen 1975) je bývalý japonský fotbalista.

## Klubová kariéra
Hrával za Kashiwa Reysol, Consadole Sapporo.

## Reprezentační kariéra
Naoki Sakai odehrál za japonský národní tým v roce 1996 celkem 1 reprezentační utkání.

## Statistiky
| Japonsko | Japonsko | Japonsko |
| Roky     | Záp.     | Góly     |
| -------- | -------- | -------- |
| 1996     | 1        | 0        |
| Celkem   | 1        | 0        |